# Herzogenhof
Herzogenhof ist ein Ortsteil in Unterodenthal in der Gemeinde Odenthal im Rheinisch-Bergischen Kreis. Er liegt im Zentrum von Odenthal. Heute befindet sich hier ein Restaurant.

## Geschichte
Der Herzogenhof entstand als erste Hofanlage in Odenthal nach der so genannten Rodungszeit zwischen 800 und 1350 als Salhof (= Herrenhof). Der Herzogenhof gehört seit mindestens 1507 zu den Herren von Hall auf Strauweiler. Die erste auffindbare urkundliche Erwähnung stammt vom 20. Januar 1527 („auf St. Sebastianusabend“). Dabei geht es um das Erbe des Adam von Hall, der seinem jüngsten Sohn Adam u. a. das „Gut Strauweiler mitsamt dem Herzogenhof, die beide an der Dhünn liegen, mit all ihren Rechten, Hofgerichten, Zinsen, Zehnten, Artland, Büschen Wiesen, Wäldern, Weiden, Fischereien, In- und Zubehör liegen,“ vererbt. Am 30. Juni 1568 wurde ein Gerichtsbuch für das Hofgericht Herzogenhof angelegt.
Die Topographia Ducatus Montani des Erich Philipp Ploennies, Blatt Amt Miselohe, belegt, dass der Wohnplatz 1715 als Freyhof kategorisiert wurde und mit Herzogenhof bezeichnet wurde.
Carl Friedrich von Wiebeking benennt die Hofschaft auf seiner Charte des Herzogthums Berg 1789 als Herzogen Hohe. Aus ihr geht hervor, dass Herzogenhof zu dieser Zeit Teil von Unterodenthal in der Herrschaft Odenthal war.
Unter der französischen Verwaltung zwischen 1806 und 1813 wurde die Herrschaft aufgelöst, und Herzogenhof wurde politisch der Mairie Odenthal im Kanton Bensberg zugeordnet. 1816 wandelten die Preußen die Mairie zur Bürgermeisterei Odenthal im Kreis Mülheim am Rhein.
Der Ort ist auf der Topographischen Aufnahme der Rheinlande von 1824, auf der Preußischen Uraufnahme von 1840 und ab der Preußischen Neuaufnahme von 1892 auf Messtischblättern regelmäßig ohne Namen verzeichnet. Er gehört der katholischen Pfarre Odenthal an.
| Jahr | Einwohner | Wohn- gebäude | Kategorie |
| ---- | --------- | ------------- | --------- |
| 1822 | 10        |               | Hof       |
| 1830 | 11        |               | Hof       |
| 1845 | 12        | 1             | Hof       |

Am 9. Mai 1926 gründete man im Herzogenhof die „Freiwillige Sanitätskolonne vom Roten Kreuz Odenthal“. Ein Foto mit Gästen von 1934 zeigt, dass es zu dieser Zeit bereits eine Gaststätte im Herzogenhof gab. Das alte Gebäude, das auf einem Foto die Aufschrift Gasthaus Herzogenhof trug, wurde 1966 abgerissen und durch ein neues Gebäude ersetzt.